# حفظ الخصوبة
يعرف حفظ الخصوبة بأنه محاولة لمساعدة مرضى السرطان على الاحتفاظ بخصوبتهم أو قدرتهم على الإنجاب. ازدادت الأبحاث في كيفية تأثير السرطان والتقدم بالعمر والحالات الصحية الأخرى على الصحة الإنجابية وخيارات الحفظ. برز الاهتمام بهذا الأمر على وجه التحديد نتيجة زيادة معدل بقاء مرضى السرطان على قيد الحياة.

## الاستطبابات
تستطب إجراءات حفظ الخصوبة حين يُتوقع حدوث تعرض لسبب من أسباب العقم، وخاصة علاج السرطان، ولكن قد تستطب أيضًا مع التقدم بالعمر وجراحة تغيير الجنس لأولئك الذين يعتبرون متحولين جنسيًا، وفي حالات مثل متلازمة المبيض عديد الكيسات (بّي سي أو) أو القصور المبيضي الأولي (بّي أو آي).

### العلاج الكيميائي والعلاج الإشعاعي
قد تتأثر الصحة الإنجابية بالعلاج الكيميائي والإشعاعي للسرطان وحالات المناعة الذاتية مثل الذئبة والتصلب المتعدد. تشمل النظم العلاجية التي تهدد وظيفة المبيض والخصية العلاج الإشعاعي لمنطقة الحوض وبعض أنواع العلاج الكيميائي. تشمل العلاجات الكيميائية عالية الخطورة البروكاربازين والأدوية المؤلكلة مثل السيكلوفوسفاميد والإيفوسفاميد والبوسولفان والملفلان والكلورامبيوسيل والكلورميثين. تشمل الأدوية ذات الخطورة المتوسطة نظائر دوكسوروبيسين والبلاتين مثل سيسبلاتين وكاربوبلاتين. من ناحية أخرى، تشمل العلاجات منخفضة الخطورة والسمية التناسلية المشتقات النباتية مثل الفينكريستين والفينبلاستين والمضادات الحيوية مثل البليوميسين والداكتينومايسين ومضادات الاستقلاب مثل الميثوتريكسات وميركابتوبورين و5 فلورويوراسيل.
تهاجم هذه النظم العلاجية الخلايا سريعة الانقسام في الجسم، بما في ذلك الخلايا السليمة مثل الحيوانات المنوية وخلايا جريب المبيض (البويضة). قد يكون لهذه العلاجات تأثيرات متفاوتة على الصحة الإنجابية بناء على الجرعة ومدة العلاج. تؤثر الجراحة التي تجرى على الأنسجة التناسلية على الوظيفة الإنجابية والخصوبة.
قد يكون تراجع الوظيفة الإنجابية أو فقدانها مؤقتًا لدى بعض المرضى الذين يتلقون العلاج الكيميائي أو الإشعاعي؛ ولكن يعجز العديد من الرجال والنساء عن استعادة الخصوبة بعده. قد يرتبط مدى الضرر الذي يلحق بالمبيضين والذي يتسبب في تناقص الخصوبة بالنظام العلاجي الكيميائي مثل الجمع بين العلاجين الكيميائي والإشعاعي، رغم أنه يتيح فعالية أكبر أو يقلل مخاطر عودة السرطان (العلاج الكيميائي المساعد). يرتبط هذا النظام العلاجي بأثر أكبر على الخصوبة مقارنة بتلقي أي علاج على حدة. يعاني هؤلاء المرضى أحيانًا من أعراض تشبه انقطاع الطمث (عند الإناث) أو إياس الذكور (عند الرجال)، ما يشير إلى حدوث تلف في الجهاز التناسلي. قد يتظاهر لدى الإناث بانقطاع طمث مبكر قبل سن الضهي، ويمكن أن تكون هذه الحالة دائمة أو عكوسة بناءً على العديد من العوامل.
أشارت دراسة إلى أن عددًا أقل من البويضات قابلة للاستخلاص من مرضى السرطان الراغبين في حفظ الأجنة مقارنة بمجموعة عمرية مماثلة، ولكن يبدو أن متوسط عدد البويضات المولدة متماثل. وجدت الدراسة نفسها أنه من بين 65 مريضًا أُحيل إلى البرنامج، رفض 28% منهم الخضوع لعملية حفظ الأجنة أو البويضات أو الأنسجة بالتبريد. وُجد أن 9% منهم غير مؤهلين لأسباب طبية. اختار 85% من أصل 41 مريضًا متبقيًا حفظ الأجنة بالتبريد، واختار 10% منهم حفظ البويضات بالتبريد، أما الـ 5% الباقون اختاروا الخضوع لتجميد أنسجة المبيض. لم ينتج عن المشاركة أي عقابيل سريرية خطيرة.
قبل خضوع الإناث لهذه العلاجات، يعد اختبار مستوى الهرمون المضاد للمولر (أيه إم إتش) مفيدًا في التنبؤ بفقدان وظيفة المبيض بعد العلاج الكيميائي على المدى الطويل، وبالتالي التنبؤ بالحاجة إلى استراتيجيات حفظ الخصوبة في المستقبل.

### التقدم بالعمر
يرتبط تقدم العمر لدى الإناث ارتباطًا مباشرًا بتراجع القدرة على الإنجاب. قد ينتج ذلك عن العديد من العوامل مثل كمية البويضات المتاحة وجودتها الإنجابية الكلية. يمكن أيضًا اللجوء لحفظ الخصوبة، مثل حفظ أنسجة المبيض أو تجميد البويضات، لمنع العقم بالإضافة إلى العيوب الخلقية المرتبطة بتقدم عمر الأم.
يعاني الذكور أيضًا من تراجع الخصوبة مع تقدمهم في العمر، ولكن يرتبط الأمر بمشكلة في جودة الحيوانات المنوية مقارنةً بعدد الحيوانات المنوية الإجمالي. يمكن أن تُعزى هذه التغييرات إلى انخفاض التستوستيرون لدى الذكور مع التقدم بالعمر.

### داء المبيض عديد الكيسات
تعد متلازمة المبيض عديد الكيسات أكثر اضطرابات الغدد الصم شيوعًا لدى الإناث خلال سن الإنجاب.
تتعلق متلازمة المبيض عديد الكيسات بالعديد من المخاطر الصحية بصورة مباشرة، مثل الإصابة بمرض السكري من النوع 2 وزيادة مستويات الأنسولين والسمنة وزيادة محيط الخصر. تعاني الإناث المصابات بمتلازمة المبيض عديد الكيسات من انقطاع الإباضة عادةً (أي لا يطلقن البويضة بانتظام). تعد العلاقة بين العقم ومتلازمة المبيض عديد الكيسات موثقة جيدًا، ولذلك قد تسعى الإناث إلى علاج الخصوبة مثل تحريض الإباضة.

### القصور المبيضي الأولي
يُعرَّف القصور المبيضي الأولي بأنه توقف في وظيفة المبيض قبل الأوان (قبل سن الأربعين). يُعرف الأمر أيضًا بالفشل المبيضي الباكر أو انقطاع الطمث المبكر. يسبب قصور المبيض انخفاضًا في مستويات هرمون الاستروجين في الدم ما قد يؤدي إلى العقم، ويدفع الإناث لتلقي علاج الخصوبة.
يمكن أن يؤدي القصور المبيضي الأولي إلى خطر طويل الأمد يتضمن أعراض جسدية خطيرة منها هشاشة العظام ومشاكل القلب. رُبط فقدان الخصوبة أيضًا بالضيق النفسي على وجه التحديد، وعواقب ذلك على المدى الطويل.

## الآثار السلبية
عند المقارنة مع عامة السكان، يعد الأفراد المصابون بالسرطان أكثر عرضة للأحداث الخثارية الشريانية مثل السكتة الدماغية والنوبة القلبية والانسداد الشرياني. قد يزيد الخطر لدى الإناث اللاتي يخضعن لفرط تحفيز المبيض تحت الرقابة لحفظ الخصوبة، ولكنه يرتبط فقط بحالات متلازمة فرط التنبيه المبيضي (أو إتش إس إس) عادةً. من ناحية أخرى، يندر حدوث الانصمام الخثاري الوريدي ما لم يتحقق الحمل، وبالتالي لا يكون له علاقة خاصة بمرحلة استرجاع البويضات. يعد بروتوكول فرط تحفيز المبيض تحت الرقابة والموصى به للإناث المصابات بالسرطان بروتوكولًا مضادًا يستخدم ناهض الهرمون المطلق لموجهات الغدد التناسلية لتحريض النضج النهائي، من أجل تقليل خطر الإصابة بمتلازمة فرط التنبيه المبيضي. عند استخدام هذا البروتوكول إلى جانب حفظ البويضات أو الأجنة بالتبريد، وبالتالي استخدام ناهض الهرمون المطلق لموجهات الغدد التناسلية بدلًا من الهرمون المشيمائي البشري بغية تحريض النضج النهائي، لا يظهر أي دليل على وجود اختلاف في معدل الولادات الحية (على عكس الدورات الجديدة التي يتأثر فيها معدل الولادات الحية باستخدام ناهض الهرمون المطلق لموجهات الغدد التناسلية). يوصى بإعطاء العلاج الوقائي المضاد للتخثر لمجموعات فرعية مختارة فقط من الإناث ممن لديهن عوامل خطر أخرى مثل فرط التخثر أو ممن يتطور لديهن فرط التنبيه المبيضي الباكر.

## الحفاظ على الخصوبة عند الرجال المتحولين جنسيًا
يجب إعطاء الرجال المتحولين جنسيًا الفرصة للحصول على المشورة بشأن حفظ خصوبتهم قبل الخضوع لأي نوع من التحول الطبي، وإلا فقد لا يتمكنون من إنجاب أطفال بيولوجيين في المستقبل. يعد الأمر مهمًا لأن الأفراد قد يبدأون التحول في سن مبكرة ولا يرغبون بالإنجاب في المستقبل، ولكن نصف البالغين المتحولين يرغبون في إنجاب أطفال. يتوقف تطور الخصوبة مؤقتًا عند تثبيط البلوغ لدى المرضى الأطفال، ولكن ذلك قابل للعكس. تُظهر بعض خيارات الخصوبة لدى البالغين المتحولين جنسيًا مشاكل لأنها قد تتطلب إيقاف العلاج الهرموني لمدة 3 أشهر تقريبًا لإجراء العملية، بالإضافة إلى الحاجة إلى استخدام الموجات فوق الصوتية عبر المهبل (مسبار يدخل ويفحص داخل المهبل) عدة مرات، وقد يكون الأمران غير مريح للفرد المتحول جنسيًا. وُضعت طرق مختلفة لحفظ الخصوبة.